# Australian Catholic University
Die Australian Catholic University (ACU National) ist die einzige staatliche katholische Universität in Australien.

## Geschichte
Die ACU wurde am 1. Januar 1991 gegründet und entstand aus dem Zusammenschluss von vier höheren katholischen Bildungsinstitutionen in Queensland, New South Wales, Victoria und im Australian Capital Territory. Erster Kanzler wurde der Erzbischof von Sydney, Edward Bede Kardinal Clancy.

## Hochschule
Die Universität ist auf sechs Standorte in drei Bundesstaaten und einem Bundesterritorium in Brisbane, Sydney (North Sydney und Strathfield), Canberra, Ballarat und Melbourne, verteilt, sowie in Rom.
Die ACU ist, obwohl katholische Universität, offen für Studenten jeglicher religiöser Glaubensbekenntnisse.

## Zahlen zu den Studierenden und den Mitarbeitern
2020 waren 32.346 Studierende eingeschrieben (2016: 32.938, 2017: 34.322, 2018: 34.028, 2019: 33.104). 2007 waren es 13.032 gewesen und 2011 16.934.
2021 arbeiteten von den 1.849 Mitarbeitern 1.511 in Vollzeit und 338 in Teilzeit.

## Fakultäten
- Education and Arts
  - National School of Education
  - National School of Arts
- Health Sciences
  - School of Allied Health
  - School of Behavioural and Health Sciences
  - School of Nursing, Midwifery and Paramedicine
- Law and Business
  - Peter Faber Business School
  - Thomas More Law School
- Theology and Philosophy
  - School of Theology
  - School of Philosophy

## Partnerhochschulen (Auswahl)
- Albert-Ludwigs-Universität Freiburg
- Eberhard Karls Universität Tübingen
- Karlsruher Institut für Technologie
- Katholische Universität Eichstätt-Ingolstadt
- Ruprecht-Karls-Universität Heidelberg
- Universität Hohenheim
- Universität Konstanz
- Universität Mannheim
- Universität Stuttgart
- Universität Ulm
- Fachhochschule Münster, Fachbereich Wirtschaft (Münster School of Business)